# کناربلوط
کناربلوط، روستایی از توابع بخش مرکزی شهرستان پلدختر در استان لرستان ایران است.

## جمعیت
این روستا در دهستان جلوگیر قرار دارد و براساس سرشماری مرکز آمار ایران در سال ۱۳۸۵، جمعیت آن ۳۲۸ نفر (۶۶خانوار) بوده‌است.